# Diane Keaton
Diane Keaton, właśc. Diane Hall (ur. 5 stycznia 1946 w Los Angeles) – amerykańska aktorka, reżyserka i producentka filmowa.
Laureatka Oscara, nagrody Brytyjskiej Akademii Filmowej i dwóch Złotych Globów, nominowana także do nagrody Tony Award i dwukrotnie do nagrody Emmy. W 2017 uhonorowana nagrodą Amerykańskiego Instytutu Filmowego za całokształt twórczości.

## Życiorys

### Wczesne lata
Urodziła się w Los Angeles w Kalifornii jako najstarsza z czwórki dzieci Dorothy Deanne (z domu Keaton) i Johna Newtona Ignatiusa Halla, pośrednika w obrocie nieruchomościami i inżyniera budownictwa lądowego. Jej rodzina miała pochodzenie irlandzkie, angielskie, niemieckie i szkockie. Dorastała z braćmi: Randym (ur. 21 marca 1948) i Robinem (ur. 27 marca 1951) oraz siostrą Dorrie (ur. 1 kwietnia 1953). U jej ojca w 1990 zdiagnozowano nowotwór mózgu, zaś matka zmagała się z chorobą Alzheimera.
W 1957 przeprowadziła się z rodziną do Santa Ana, gdzie w 1963 ukończyła naukę w liceum i uczęszczała do koledżu. Przez rok studiowała aktorstwo na Orange Coast College w Costa Mesa, następnie podjęła studia aktorskie w Neighborhood Playhouse School of the Theatre w Nowym Jorku. Jako nastolatka brała udział w wielu konkursach talentów, na których prezentowała swoje umiejętności wokalne. Była redaktorką biuletynu Chrześcijańskiego Stowarzyszenia Młodzieży Żeńskiej. Śpiewała w chórze kościelnym, szkolnym zespole wokalnym The Melodette i grupie muzycznej Roadrunners.

### Kariera
Dołączywszy do związku zawodowego aktorów Actors’ Equity Association, zaczęła posługiwać się pseudonimami artystycznymi, ponieważ pod danymi „Diana Hall” była już zarejestrowana inna aktorka. Wystąpiła w spektaklach wystawianych przez Woodstock Playhouse: The Pajama Game (pod pseudonimem Dorrie Hall) i Oh! What a Lovely War (jako Cory Hall). Niedługo później przyjęła nazwisko panieńskie matki – Keaton. W 1968 zagrała Sheilę w musicalu Hair na Broadwayu. W tym okresie mierzyła się z bulimią i hipoglikemią. W 1969 za rolę Lindy Christie w broadwayowskim musicalu Zagraj to jeszcze raz, Sam u boku Woody’ego Allena była nominowana do nagrody Tony za najlepszą kobiecą rolę drugoplanową.
Karierę ekranową rozpoczęła od występu w roli Joan Vecchio w komedii romantycznej Kochankowie i inni nieznajomi (Lovers and Other Strangers, 1970). W 1971 zagrała w serialach: F.B.I. i Mannix. Wystąpiła w roli Lindy w komedii Herberta Rossa Zagraj to jeszcze raz, Sam (Play It Again, Sam, 1972). Zagrała postać Katherine „Kay” Corleone (z domu Adams), zmartwionej żony Michaela Corleone w trylogii Francisa Forda Coppoli Ojciec chrzestny (The Godfather, 1972), Ojciec chrzestny II (The Godfather: Part II, 1974) i Ojciec chrzestny III (The Godfather: Part III, 1990).
W 1976 wystąpiła jako Debbie Watsba w produkcji off-broadwayowskiej Klasa podstawowa języka angielskiego autorstwa Israela Horovitza. Za rolę Annie Hall w komedii romantycznej Woody’ego Allena Annie Hall (1977) otrzymała Oscara dla najlepszej aktorki pierwszoplanowej, nagrodę BAFTA dla najlepszej aktorki pierwszoplanowej, Złoty Glob dla najlepszej aktorki w filmie komediowym lub musicalu, nagrodę Stowarzyszenia Nowojorskich Krytyków Filmowych dla najlepszej aktorki i nagrodę National Board of Review dla najlepszej aktorki drugoplanowej. Była nominowana do Oscara dla najlepszej aktorki również za wcielenie się w postać dziennikarki Louise Bryant w filmie Warrena Beatty Czerwoni (Reds, 1981). Następnie zagrała w filmach: Najwyższa stawka (Shoot the Moon, 1982) Alana Parkera, Mała doboszka (The Little Drummer Girl, 1984) George’a Roya Hilla, Pani Soffel (Mrs. Soffel, 1984) Gilliana Armstrona) i Zbrodnie serca (Crimee of the Heart, 1986) Bruce’a Beresforda), ale żadna z produkcja nie zyskała uznania krytyków i publiczności. Wystąpiła także w filmach: Almost Human, Reform School, Klepto, Whatever Happens to Harry i Book of Love, które jednak nigdy nie doczekały się premiery. Za występ w roli J.C. Wiatt w komedii Charlesa Shyera Baby Boom (1987) i Carol w komedii kryminalnej Woody’ego Allena Tajemnica morderstwa na Manhattanie (Manhattan Murder Mystery (1993) otrzymała nominacje do Złotych Globów dla najlepszej aktorki w komedii/musicalu.
Wykreowała postać Annie MacDuggan-Paradis, jednej z tytułowych bohaterek kasowej komedii Zmowa pierwszych żon (The First Wives Club, 1996) z Goldie Hawn i Bette Midler. Następnie zagrała pierwszoplanowe role w filmach: Siła przebaczenia (The Only Thrill, 1997) Petera Mastersona, Gorsza siostra (Other Sister, 1999) Garry’ego Marshalla, Gorąca linia (Hanging Up, 2000) we własnej reżyserii i Romanssidło (Town & Country, 2001), które poniosły porażkę artystyczną i komercyjną. Za występ w roli Eriki Jane Barry w komedii romantycznej Nancy Meyers Lepiej późno niż później (Something’s Gotta Give, 2003) otrzymała nominację do Oscara dla najlepszej aktorki pierwszoplanowej.
Wyprodukowała film Niebo (Heaven, 1987), za który zebrał achłodne recenzje od krytyków. Wyreżyserowała teledysk do piosenki Belindy Carlisle „Heaven Is a Place on Earth” (1987) i film telewizyjny Dziki kwiat (Wildflower, 1991). Fabularny debiut reżyserski zaliczyła tragikomedią Rodzinka z piekła rodem (Unstrong Heroes, 1995).
We współpracy z Marvinem Heifermanem wydała albumy fotograficzne: Martwa natura (Still Life, 1983) i Bill Wood’s Business (2008). Zajmowała się fotografią, miała swoją wystawę zdjęć w Castelli Graphics.

## Życie prywatne
Od października 1968 do października 1972 była związana z aktorem i reżyserem Woodym Allenem. Od kwietnia 1971, po wspólnym występie w filmie Ojciec chrzestny, do 1990 z przerwami spotykała się z aktorem Alem Pacino. Rozstali się na dobre, gdy dowiedziała się, że Pacino ma dwuletnią córkę z trenerką aktorstwa, Jan Tarrant. Od stycznia 1978 do 1980 romansowała z reżyserem Warrenem Beatty. Ma dwoje adoptowanych dzieci: córkę Dexter (ur. 14 grudnia 1995) i syna Duke’a.
Jako dziecko była dość religijna, ale w dorosłym życiu została agnostyczką.

## Filmy fabularne
- 1956: Dziesięcioro przykazań, jeszcze jako Diane Hall wcieliła się w role córki Jetra
- 1970: Zakochani i inni (Lovers and Other Strangers) jako Joan Vecchio
- 1971: Men of Crisis: The Harvey Wallinger Story jako Renata Wallinger
- 1972: Ojciec chrzestny (The Godfather) jako Kay Adams
- 1972: Zagraj to jeszcze raz, Sam (Play It Again, Sam) jako Linda
- 1973: Śpioch (Sleeper) jako Luna Schlosser
- 1974: Ojciec chrzestny II (The Godfather: Part II) jako Kay Adams-Corleone
- 1975: Miłość i śmierć (Love and Death) jako Sonja
- 1976: Harry i Walter jadą do Nowego Jorku[38] jako Lissa Chestnut
- 1976: I Will, I Will... for Now jako Katie Bingham
- 1977: W poszukiwaniu idealnego kochanka[39] jako Theresa Dunn
- 1977: Annie Hall jako Annie Hall
- 1978: Wnętrza (Interiors) jako Renata
- 1979: Manhattan jako Mary Wilke
- 1981: The Wizard of Malta jako narrator (głos)
- 1981: Czerwoni (Reds) jako Louise Bryant
- 1982: Najwyższa stawka (Shoot the Moon) jako Faith Dunlap
- 1984: Mała doboszka (The Little Drummer Girl) jako Charlie
- 1984: Pani Soffel (Mrs. Soffel) jako Kate Soffel
- 1986: Zbrodnie serca (Crimes of the Heart) jako Lenny Magrath
- 1987: Złote czasy radia (Radio Days) jako nowa młoda piosenkarka
- 1987: Baby Boom jako J.C. Wiatt
- 1988: Dobra matka (The Good Mother) jako Anna Dunlap
- 1990: Cytrynowe Trio (The Lemon Sisters) jako Eloise Hamer
- 1990: Ojciec chrzestny III (The Godfather: Part III) jako Kay Adams
- 1991: Ojciec panny młodej (Father of the Bride) jako Nina Banks
- 1992: W matni wyborów (Running Mates) jako Aggie Snow
- 1993: I kto to mówi 3 (Look Who’s Talking Now) jako Daphne (głos)
- 1993: Tajemnica morderstwa na Manhattanie[40] jako Carol Lipton
- 1994: Amelia Earhart: Ostatni lot (Amelia Earhart: The Final Flight) jako Amelia Earhart
- 1995: Ojciec panny młodej II (Father of the Bride Part II) jako Nina Banks
- 1996: Pokój Marvina (Marvin’s Room) jako Bessie
- 1996: Zmowa pierwszych żon (The First Wives Club) jako Annie MacDuggan Paradis
- 1997: Siła przebaczenia (The Only Thrill) jako Carol Fritzsimmons
- 1997: Światła Północy (Northern Lights) jako Roberta
- 1999: Gorsza siostra (The Other Sister) jako Elizabeth Tate
- 2000: Gorąca linia (Hanging Up) jako Georgia Mozell
- 2001: Plan B jako Fran
- 2001: Romanssidło (Town & Country) jako Ellie Stoddard
- 2001: Siostra Mary (Sister Mary Explains It All) jako siostra Mary Ignatius
- 2002: Po przejściach (Crossed Over) jako Beverly Lowry
- 2003: Lepiej późno niż później (Something’s Gotta Give) jako Erica Barry
- 2003: Przełom (On Thin Ice) jako Patsy McCartle
- 2005: Rodzinny dom wariatów (The Family Stone) jako Sybil Stone
- 2005: Terminal Impact jako narrator
- 2006: Poddaj się, Dorotko (Surrender Dorothy) jako Natalie
- 2007: Maminsynek (Mama’s Boy) jako Jan Mannus
- 2007: A właśnie, że tak! (Because I Said So) jako Daphne
- 2008: Nieszczęścia chodzą parami (Smother) jako Marilyn Cooper
- 2008: Skok na kasę (Mad Money) jako Bridget Cardigan
- 2010: Dzień dobry TV (Morning Glory) jako Colleen Peck
- 2011: Tilda jako Tilda Watski
- 2012: Darling Companion jako Beth Winter
- 2013: Wielkie wesele (The Big Wedding) jako Ellie Griffin
- 2014: Razem czy osobno? (And So It Goes) jako Leah
- 2017: Zawsze jest czas na miłość jako Emily Walters
- 2018: Pozycja obowiązkowa (Book Club) jako Diane

## Seriale telewizyjne
- 1970: Love, American Style jako Louise
- 1970: Night Gallery jako pielęgniarka Frances Nevins
- 1971: The F.B.I. jako Diane Britt
- 1971: Mannix jako Cindy Conrad
- 1977: The Godfather: A Novel for Television jako Kay Adams Corleone
- 2016: The Young Pope jako siostra Mary[41]

## Produkcja
- 1990: Cytrynowe Trio (The Lemon Sisters) (producent)
- 1997: Światła Północy (Northern Lights) (producent wykonawczy)
- 1999: Oh What a Time It Was (producent)
- 2001: Pasadena (producent wykonawczy)
- 2002: Po przejściach' (Crossed Over) (producent)
- 2003: Przełom (On Thin Ice) (producent wykonawczy)
- 2003: Słoń (Elephant) (producent wykonawczy)
- 2006: Poddaj się, Dorotko (Surrender Dorothy) (producent wykonawczy)

## Reżyseria
- 1990: China Beach
- 1991: Miasteczko Twin Peaks (Twin Peaks)
- 1990: Belinda Carlisle: Runaway Videos
- 1990: The Girl with the Crazy Brother
- 1991: Dziki kwiat (Wildflower)
- 1995: Rodzinka z piekła rodem (Unstrung Heroes)
- 1999: Mother’s Helper
- 2000: Gorąca linia (Hanging Up)
- 2001: Pasadena

## Scenariusz
- 1987: Heaven

## Nagrody
- Nagroda Akademii Filmowej Najlepsza aktorka pierwszoplanowa: 1978 Annie Hall
- Złoty Glob
  - Najlepsza aktorka w filmie komediowym lub musicalu: 2004 Lepiej późno niż później
  - 1978 Annie Hall
- Nagroda BAFTA Najlepsza aktorka: 1978 Annie Hall